# Daniel Haidinger

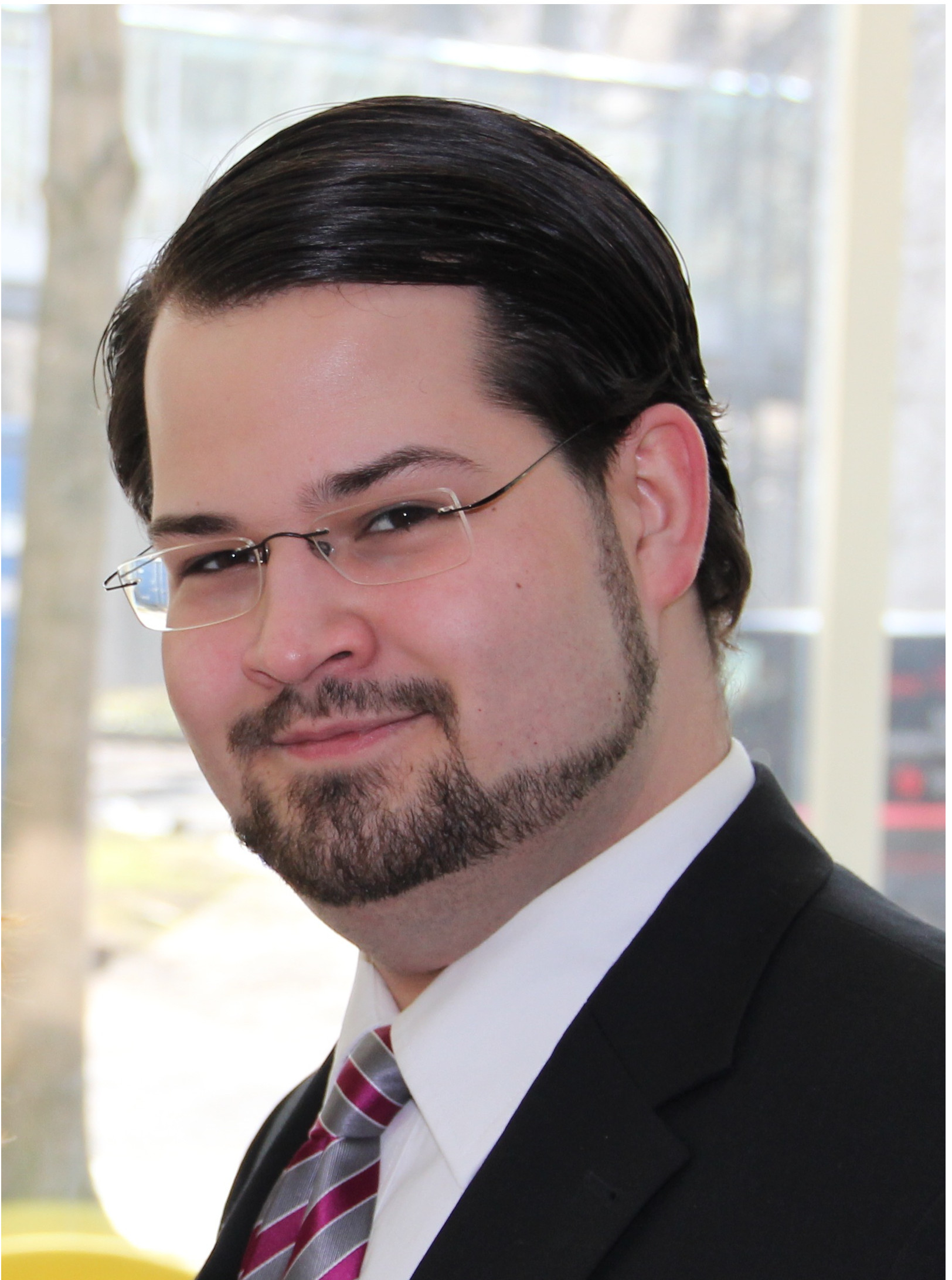
Daniel Haidinger, 2013

Daniel Haidinger (* 7. August 1989 in München) ist ein deutsch-österreichischer Synchronsprecher, Schauspieler und Musiker.

## Leben und Privates
Daniel Haidinger wurde als Sohn eines Österreichers und einer Deutschen geboren. Seine Mutter ist Renate Haidinger eine bekannte Medizinjournalistin und Patientenrechtevertreterin. Sein Großvater war der deutsche Kameramann und Musikproduzent Michael Marszalek. Er ist dadurch der Urenkel des deutschen Komponisten und Dirigenten Franz Marszalek.
Er hat einen älteren Bruder. Haidinger wohnt und lebt im Süd-Osten Münchens.

## Karriere
Nach der Ausbildung zum Synchronsprecher begann er 1997 zunächst mit einigen kleineren, dann mit zunehmend größeren Rollen, sowie Werbeaufträgen für TV und Rundfunk.
Seit 2007 betätigte er sich als Autor, Sänger und Musiker bei verschiedenen Musikprojekten.

## Musik

### Liedtexter, Sänger und Musiker
2009 ist aus der Idee gemeinsam mit einem Freund Musik zu machen, das Projekt „Mittelalterband“, aus dem wenig später die Band Musica Immortalis hervorging, entstanden.
Hier spielte Daniel Haidinger unter dem Bühnenpseudonym „Lucipher“ als Dudelsackspieler und Sänger bis 2012. In dieser Zeit schrieb er einen Großteil der Texte und wirkte als kreativer Katalysator für die Entwicklung vieler Melodien. Nach Differenzen mit zwei anderen Bandmitgliedern verließ er die Band.
2013 gab Haidinger bekannt an einem neuen Projekt zu arbeiten, welches sich der Stilrichtung der Neuen Deutschen Härte zuordnen sollte, aufgrund unvereinbarer Terminkalender der Beteiligten wurde das Projekt jedoch stillgelegt.
2016 wurde die Neugründung eines Musikprojektes angekündigt, welches sich mit einigen düster-morbiden Texten von Daniel Haidinger beschäftigen wird und nach eigener Aussage als ein Crossover Projekt geplant ist. Laut Daniel Haidinger sollen Gedichte, Rezitierte Texte und Liedtexte mit Musik aus verschiedenen Stilrichtungen kombiniert werden. Einen Namen gab Haidinger bislang nicht bekannt, auch die weiterhin beteiligten Musiker wurden noch nicht namentlich benannt.

## Arbeit als Synchronsprecher (Auswahl)

### Filme
- 1999: Joe Breen (als Frank #1) in Die Asche meiner Mutter
- 2001: Kagiso Mtetwa (als „Wonderboy“) in Malunde
- 2001: Devon Murray (als Seamus Finnigan) in Harry Potter und der Stein der Weisen
- 2001: ? (als ?) in Reise nach Kandahar
- 2001: ? (als Carlos) in The Devil’s Backbone
- 2002: Devon Murray (als Seamus Finnegan) in Harry Potter und die Kammer des Schreckens
- 2002: Rory Culkin (als Morgan Hess) in Signs – Zeichen
- 2002: Spencer Breslin (als Curtis, the Experimental Elf) in The Santa Clause 2 – Eine noch schönere Bescherung
- 2002: Jacob Smith (als Ben) in Im Zeichen der Libelle
- 2002: ? (als großer Bruder auf Pferd) in Herr der Ringe II – Die Zwei Türme
- 2003: Rory Culkin (als Eli Gromberg) in Es bleibt in der Familie
- 2003: ? als (?) in Kops
- 2004: Devon Murray (als Seamus Finnigan) in Harry Potter und der Gefangene von Askaban
- 2005: Devon Murray (als Seamus Finnigan) in Harry Potter und der Feuerkelch
- 2007: Devon Murray (als Seamus Finnigan) in Harry Potter und der Orden des Phönix
- 2009: Devon Murray (als Seamus Finnegan) in Harry Potter und der Halbblutprinz
- 2011: Devon Murray (als Seamus Finnigan) in Harry Potter und die Heiligtümer des Todes: Teil 2

### Serien
- 2001–2004: als Matthias von Redwall in Retter von Redwall
- 2002–2004: als Eduard in Die kleinen Gespenster
- 2002–2004: als Tosh TOSH (Originaltitel:The World of Tosh)

## Schriftsteller
2015 gab Daniel Haidinger bekannt an seinem ersten Roman zu arbeiten. Es handelt sich nach eigener Aussage um einen in München spielenden Kriminalroman über einen jungen Kriminalbeamten, welcher seine erste Mordermittlung durchführt.